# Papava aiyurae
Papava aiyurae är en insektsart som beskrevs av Otte, D. 1988. Papava aiyurae ingår i släktet Papava och familjen syrsor. Inga underarter finns listade i Catalogue of Life.